# Dolmen von Annadorn

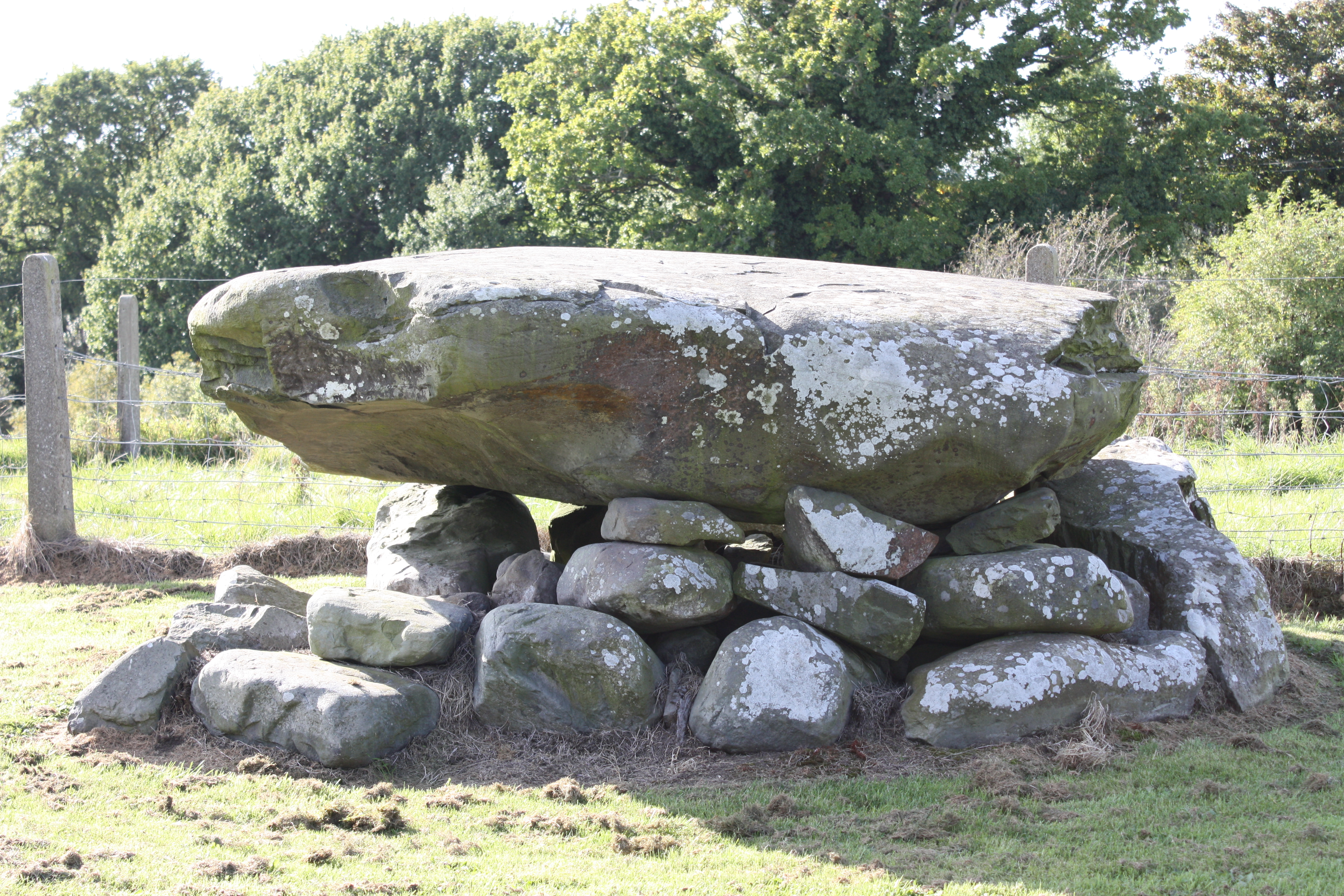
Annadorn Dolmen

Der Dolmen von Annadorn liegt in der Nähe von Loughinisland, am Nord-Ost-Ufer des Loughinisland Lake, im County Down, in Nordirland. Der Dolmen liegt auf einem Hügel, mit Blick auf die Loughinisland Kirchen, eine Gruppe dreier zerstörter Kirchen.
Der Typ der Megalithanlage ist unklar, da die Anlage nicht ausgegraben worden ist. Eine Erklärung besagt, dass die drei Tragsteine, die jetzt etwa 60 cm hoch am Boden liegen, einst senkrecht standen und den etwa 65 cm dicken Deckstein unterstützten. J. Fergusson (1808–1886) prägte für diese Unterart des Portal Tomb den Begriff „Tripod-Dolmen“ (Stativdolmen). Er wird auf in der Region nicht seltene Dolmen angewandt, bei denen der Deckstein auf drei Tragsteinen ruht (Ballykeel, Legananny, Proleek).
Gemäß einer 1802 veröffentlichten Beschreibung wurde der Dolmen ursprünglich von einem hohen Steinhügel bedeckt und durch einen gedeckten Gang erschlossen. Falls diese Beschreibung zuverlässig ist, handelt es sich um eine Art Passage Tomb, dessen Kammer jedoch sehr niedrig und völlig untypisch wäre und einer Gruppe schwer klassifizierbarer Dolmen entspräche wie sie in Irland vor allem in Connemara vorkommen.

Annadorn Dolmen
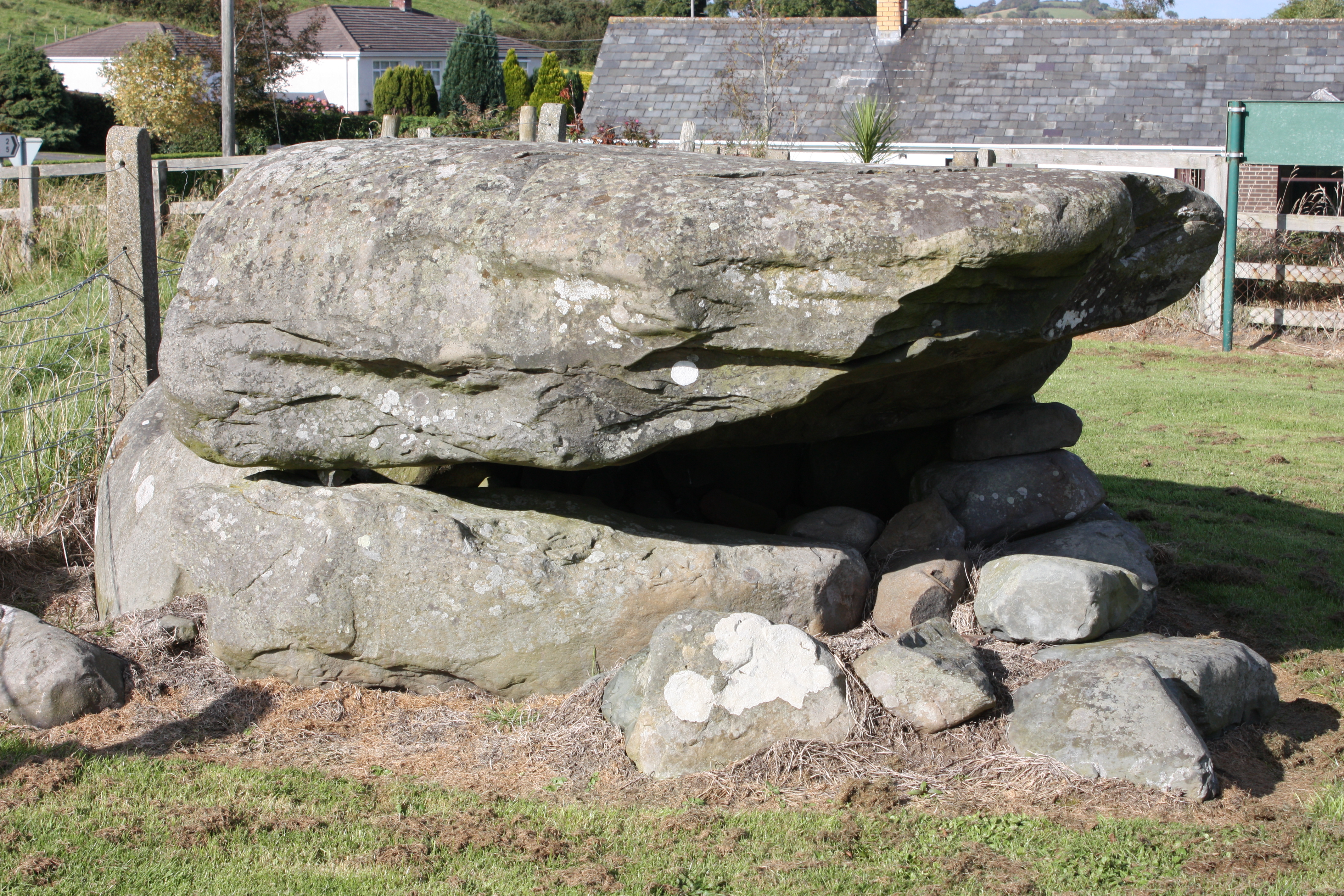
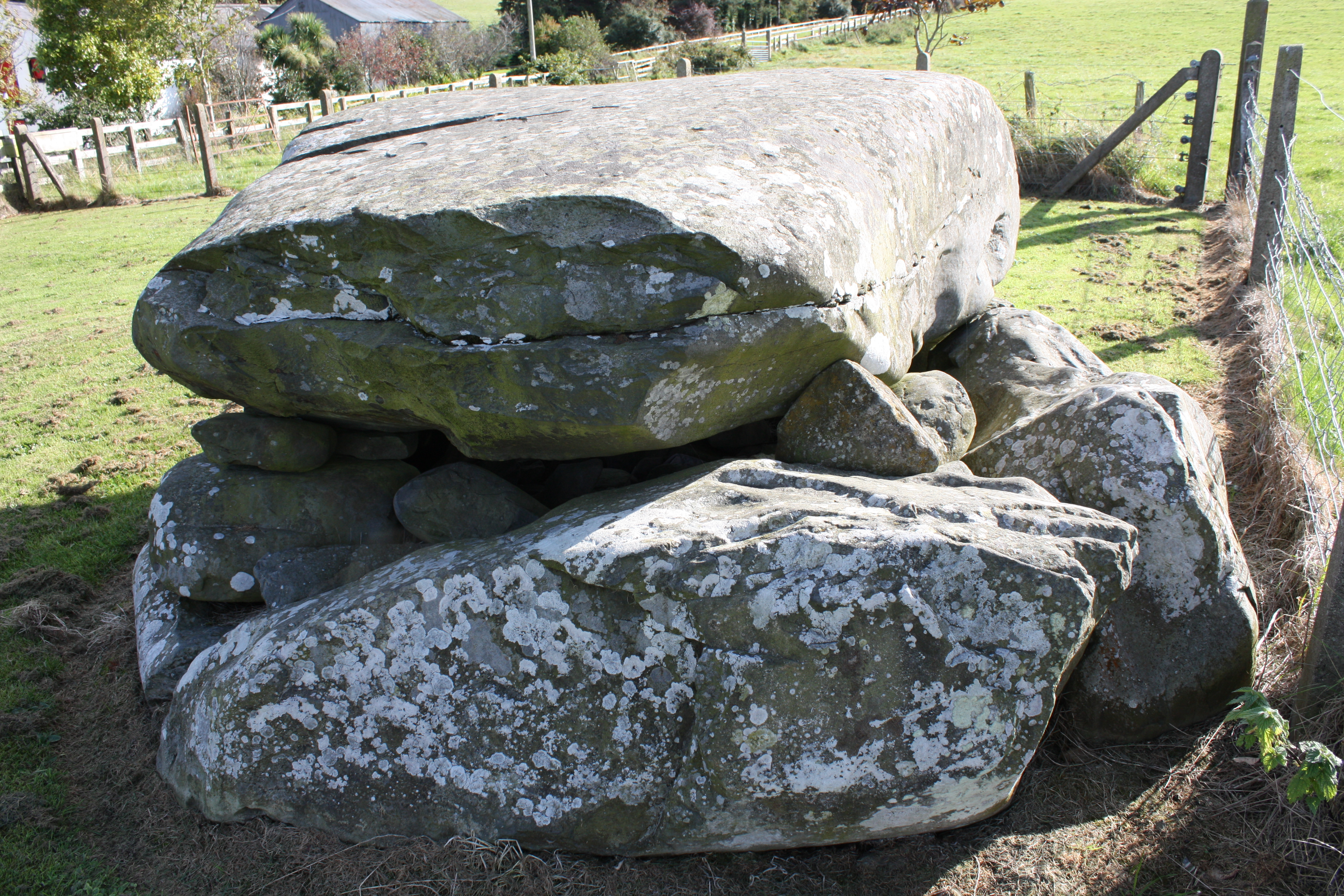
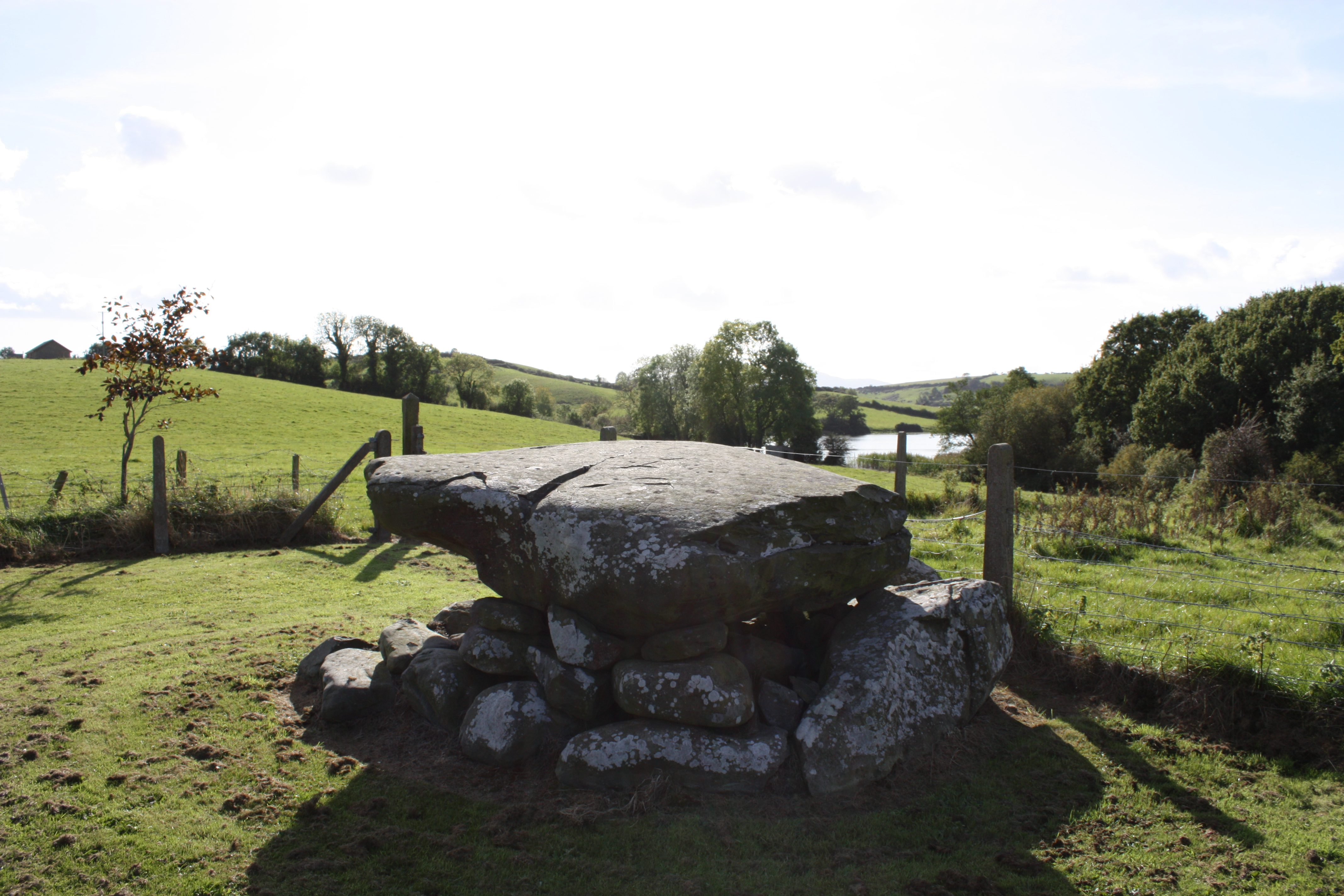
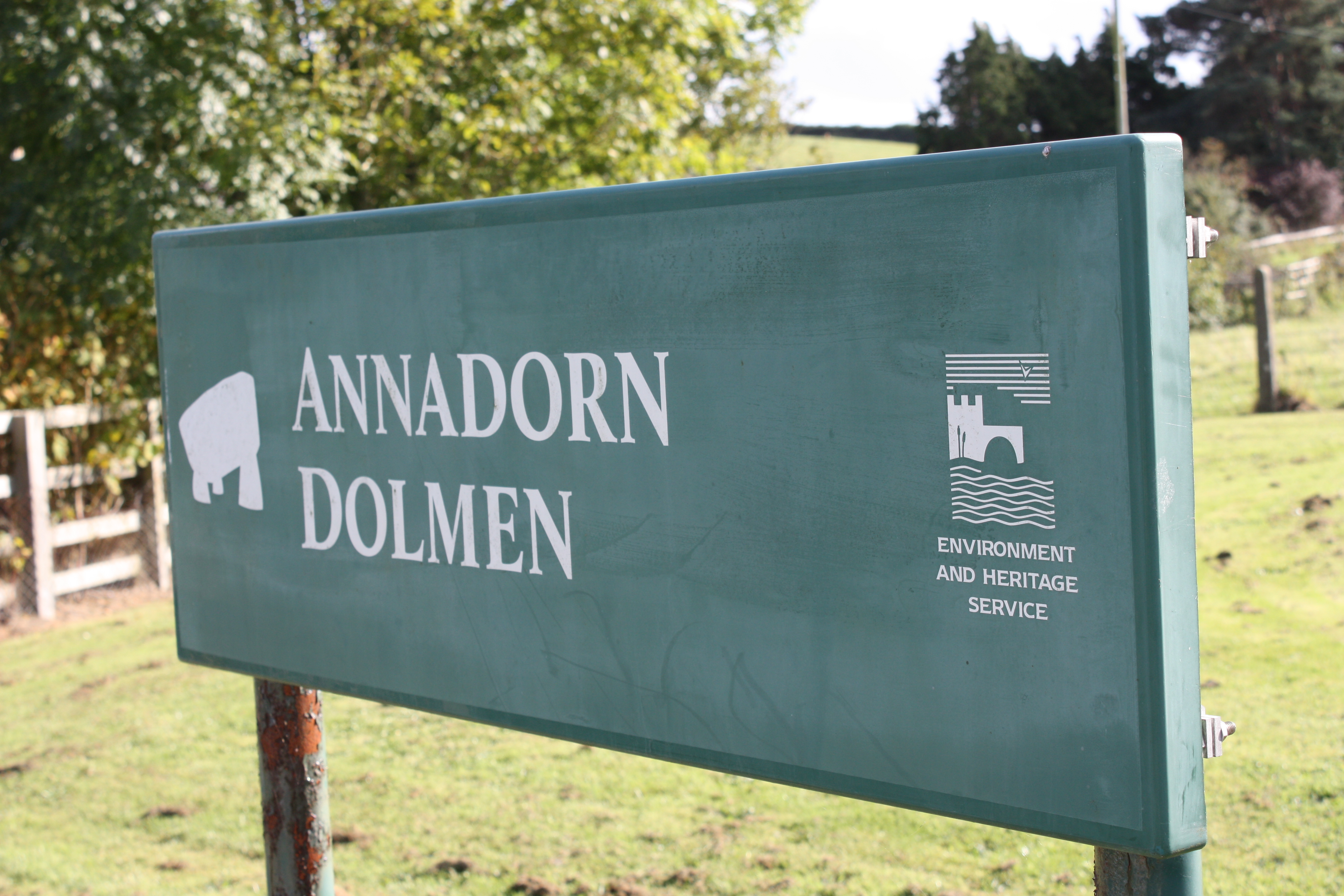